# 梦想家计划
《梦想家计划》（英語：Project Dream Home）為新加坡新傳媒8频道综艺節目，開播於2012年，是由《摆家乐》及《玩家万岁》改版而成。首播時間為每週三20:00-21:00。

## 節目特色
在节目中，参与者将挑选一位朋友或亲戚，为他/她的家居改头换面，为对方带来惊喜。
每星期，参与者将分享他们亚要对方带来惊喜的原因，参与者将要在三到四天内，在固定的预算内，利用简单的装饰技巧与装潢，为对方的家居做出创意的改变。
节目中，观众也能跟随着参与者到不同的示范单位和家居参考装潢，从中获得灵感。当然，不能少的是专家的意见。

## 梦想家妙招
在广告后的节目最后三段，小家（施敏 饰）与小梦（汤灵伊 饰）将以“环境局”方式为观众介绍家居小妙招，如：洗衣机、床垫、等。